# Schönwalde am Bungsberg
Schönwalde am Bungsberg er en by og kommune i det nordlige Tyskland, beliggende i Amt Ostholstein-Mitte under Kreis Østholsten. Kreis Østholsten ligger i den østlige del af delstaten Slesvig-Holsten.

## Geografi
Schönwalde er beliggende omkring 10 km nordøst for Eutin og 10 km nord for Neustadt in Holstein i Naturpark Holsteinische Schweiz, hvor også det 167,4 meter høje Bungsberg, der er det højeste punkt i Schleswig-Holstein, ligger; Her har delstatens længste flod, Schwentine sit udspring. Omkring 10 km mod øst løber motorvejen A1 fra Lübeck mod Femern. I kommunen ligger søen Mönchneversdorfer Teich.
I kommunen ligger, ud over Schönwalde, landsbyerne Bungsberghof, Halendorf, Hobstin, Kniphagen, Langenhagen, Mönchneversdorf, Neu-Petersdorf, Rethwisch, Scheelholz, Stolperhufen og Vogelsang.